# Спеціальне мито
Спеціа́льне ми́то — вид мита, рівень ставок якого встановлюється на більш високому рівні в порівнянні зі звичайним як міра захисту внутрішнього ринку від надмірного імпорту.
Відповідно до Закону України «Про Єдиний митний тариф» спеціальне мито застосовується:
- як засіб захисту українських виробників;
- як засіб захисту національного товаровиробника у разі, коли товари ввозяться на митну територію України в обсягах та (або) за таких умов, що заподіюють значну шкоду або створюють загрозу заподіяння значної шкоди національному товаровиробнику;
- як запобіжний засіб щодо учасників зовнішньоекономічної діяльності, які порушують національні інтереси у сфері зовнішньоекономічної діяльності;
- як заходи у відповідь на дискримінаційні та (або) недружні дії інших держав, митних союзів та економічних угруповань, які обмежують здійснення законних прав та інтересів суб'єктів зовнішньоекономічної діяльності та (або) ущемляють інтереси України.[1]